# Promenade Maurice-Boitel
La promenade Maurice-Boitel est une voie située dans le 12e arrondissement de Paris, en France.

## Situation et accès
Ce parcours piétonnier d'une longueur de 1950 mètres fait le pourtour du lac Daumesnil dans le bois de Vincennes au plus près du bord de l'eau.

## Origine du nom

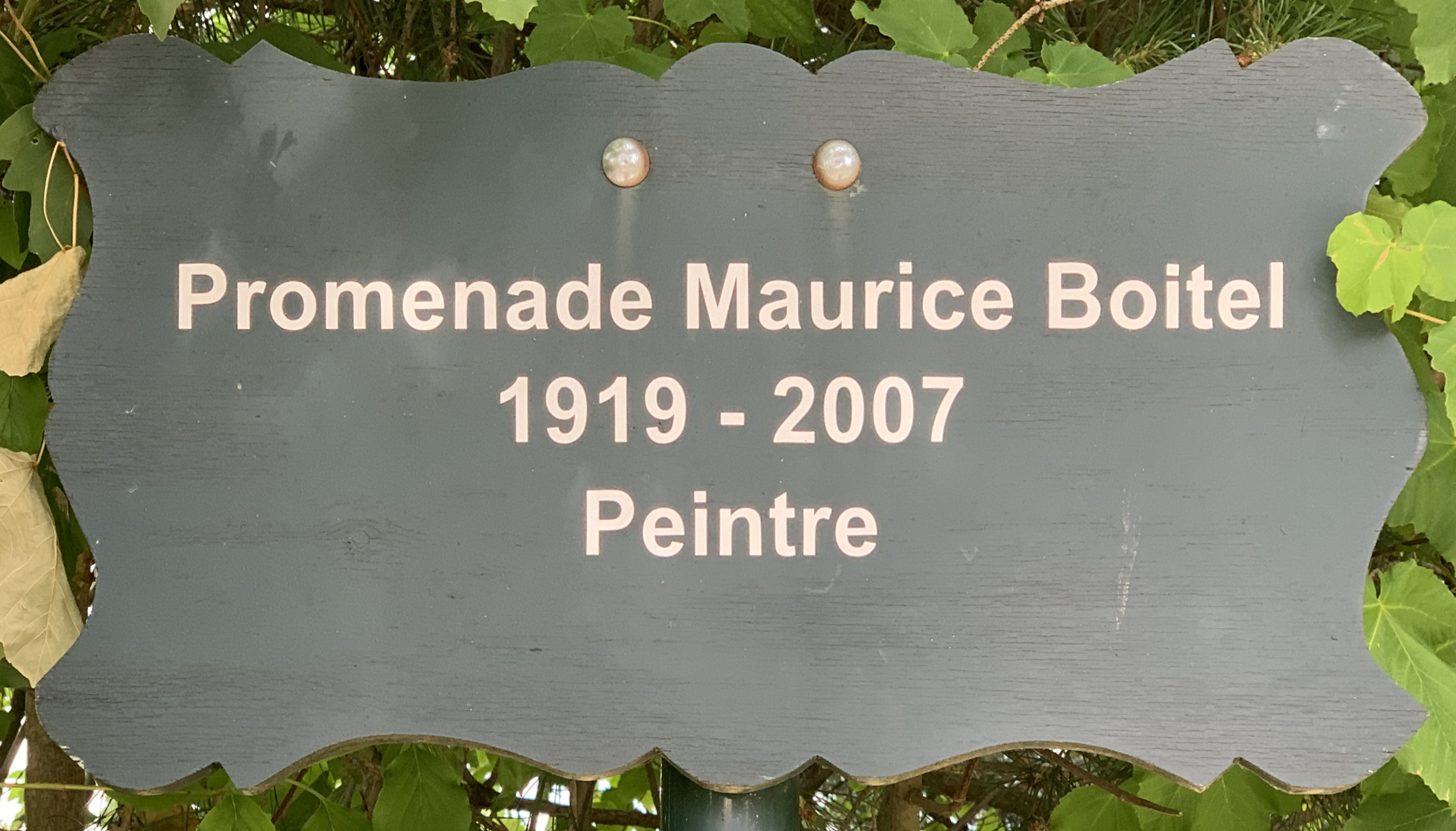
Plaque de la promenade.

Cet odonyme rend hommage à Maurice Boitel, artiste peintre dont l'atelier parisien se trouvait à quelques centaines de mètres du lac.

## Historique
C'est en 2013 que la ville de Paris a ainsi baptisé cette voie.
Maurice Boitel aimait à peindre le bois de Vincennes.